# Smosarz-Dobki
Smosarz-Dobki – wieś w Polsce, położona w województwie mazowieckim, w powiecie ciechanowskim, w gminie Gołymin-Ośrodek.
| SIMC    | Nazwa           | Rodzaj    |
| ------- | --------------- | --------- |
| 0115341 | Morawy-Kafasy   | część wsi |
| 0115358 | Morawy-Kopcie   | część wsi |
| 0115364 | Morawy-Laski    | część wsi |
| 0115370 | Morawy-Wicherki | część wsi |
| 0115387 | Smosarz-Pianki  | część wsi |

W latach 1975–1998 wieś administracyjnie należała do województwa ciechanowskiego.
Przez wieś przebiega droga krajowa DK60.